# Meine Seel erhebt den Herren, BWV 10

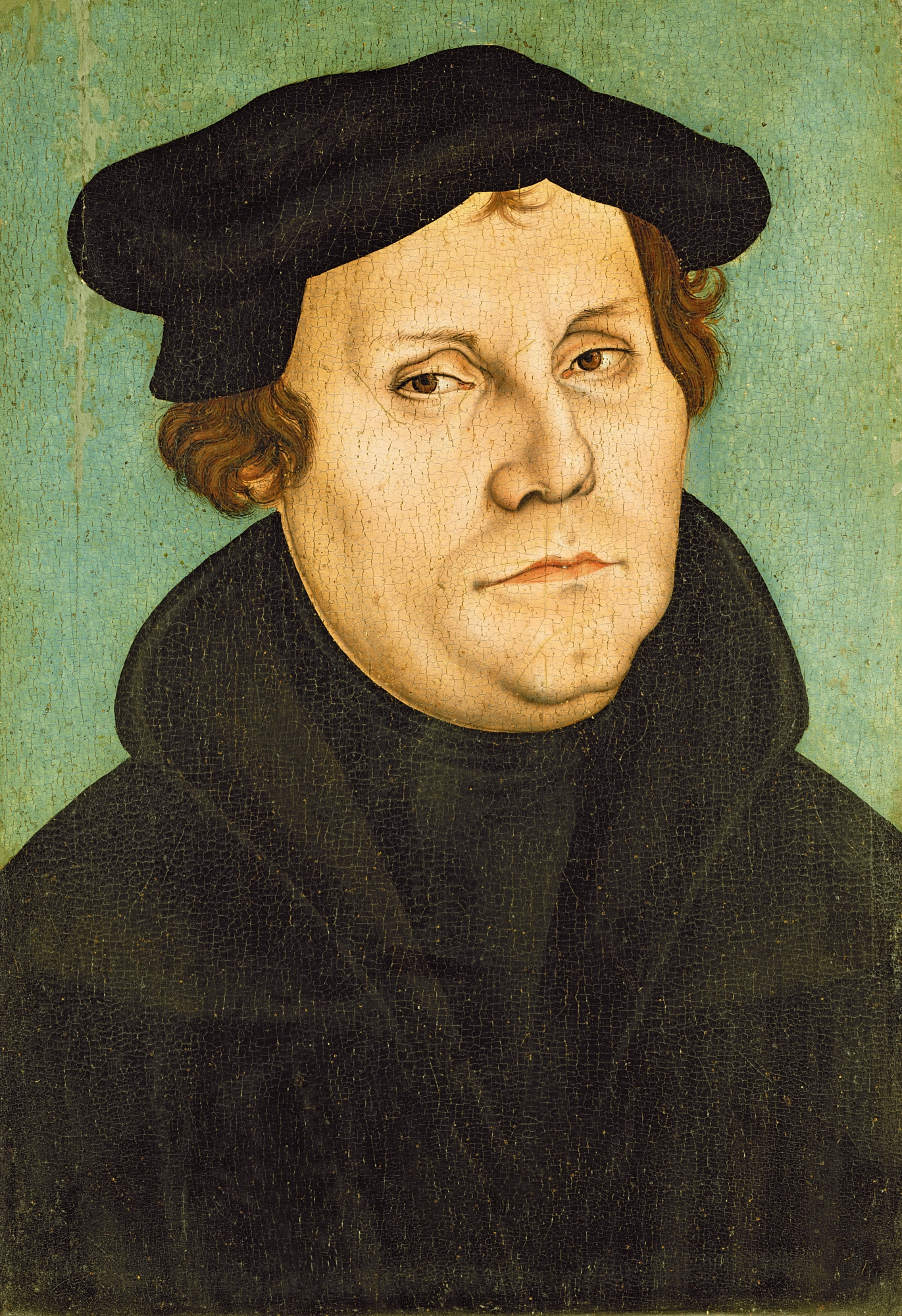
Martín Lutero, autor del Magnificat en que se basa la cantata.

Meine Seel erhebt den Herren, BWV 10 (Mi alma glorifica al Señor) es una cantata de iglesia escrita por Johann Sebastian Bach en Leipzig para la festividad de la Visitación y estrenada el 2 de julio de 1724. Está basada en el Magnificat alemán de Martín Lutero.

## Historia
Bach compuso esta obra durante su estancia como Thomaskantor en Leipzig para la fiesta mariana «Mariae Heimsuchung», que es la Visitación de la Virgen María. Fue la quinta de su segundo ciclo anual de cantatas corales, que había empezado con O Ewigkeit, du Donnerwort, BWV 20 para el primer domingo después de la Trinidad de 1724. La cantata fue interpretada por primera vez el 2 de julio de 1724. Bach había compuesto el Magnificat latino un año antes y su primera interpretación, con interpolaciones de Navidad, tuvo lugar en las vísperas de Navidad de 1723. Bach interpretó la cantata por primera vez el 2 de julio del siguiente año. Asimismo la interpretó al menos una vez más en la década de 1740.

## Análisis

### Texto
Las lecturas establecidas para ese día eran del libro de Isaías, la profecía del Mesías (Isaías 11:1-5), y del evangelio según San Lucas, la visita de María a Isabel (Lucas 1:39-56), que incluye su canto de alabanza, el Magnificat.
En la época de Bach el Magnificat alemán era cantado con frecuencia en Leipzig en Vísperas en un arreglo a cuatro voces del noveno tono salmódico (tonus peregrinus) de Johann Hermann Schein.  A diferencia de otras cantatas corales del ciclo, la base para el texto y la música no es un coral luterano sino el Magnificat alemán. El texto se basa en el Magnificat y la doxología, que tradicionalmente se añade a los salmos y cánticos de las vísperas. La música se basa en el noveno tono salmódico. El poeta desconocido mantuvo algunos versos inalterados, 46-48 en el movimiento 1, 54 en el movimiento 5 y la doxología en el movimiento 7. Parafraseó el verso 49 en el movimiento 2, 50-51 en el movimiento 3, 52-53 en el movimiento 4 y 55 en el movimiento 6, ampliado mediante una referencia al nacimiento del Mesías.

### Instrumentación
La obra está escrita para cuatro solistas vocales (soprano, alto, tenor y bajo) y un coro a cuatro voces; trompeta, dos oboes, dos violines, viola y bajo continuo. La trompeta se utiliza únicamente para resaltar el cantus firmus y puede haber sido un tromba da tirarsi, una trompeta de varas.

### Estructura
Consta de siete movimientos:
1. Coral: Meine Seel erhebt den Herren
2. Aria (soprano): Herr, der du stark und mächtig bist
3. Recitativo (tenor): Des Höchsten Güt und Treu
4. Aria (bajo): Gewaltige stößt Gott vom Stuhl
5. Dúo & coral (alto, tenor): Er denket der Barmherzigkeit
6. Recitativo (tenor): Was Gott den Vätern alter Zeiten
7. Coral: Lob und Preis sei Gott dem Vater

Bach comienza el coro inicial con una introducción instrumental que no se relaciona con el tono salmódico, un trío formado por los violines y el continuo, los violines doblados por los oboes y la viola rellenando la armonía. El motivo principal de la fantasía coral, con la indicación vivace, representa la alegría y está establecido en "propulsión rítmica" ascendente. El coro entra después de doce compases con el cantus firmus en la soprano, doblado por una trompeta, mientras las voces más graves añaden polifonía libre sobre motivos de la introducción. Bach trabaja el segundo verso de manera similar, pero con el cantus firmus en la contralto, puesto que el texto «Denn er hat seine elende Magd angesehen» trata de la "humilde sierva". El movimiento concluye con un arreglo vocal sin cantus firmus integrado en la música de la introducción, que enmarca el movimiento.
El aria de soprano «Herr, der du stark und mächtig bist» (Señor, tú que eres fuerte y poderoso) es un concierto para la voz y los oboes, con el acompañamiento de las cuerdas. El recitativo «Des Höchsten Güt und Treu» (La bondad y la fidelidad del Altísimo) finaliza en un arioso, que conduce a la siguiente aria «Gewaltige stößt Gott vom Stuhl» (A los poderosos arroja Dios de sus tronos) para bajo y continuo. En el quinto movimiento «Er denket der Barmherzigkeit» (Se acuerda de su misericordia) el texto vuelve al Magnificat alemán original, y la música al tono salmódico, que es tocado por los oboes y trompetas como cantus firmus mientras que la contralto y el tenor cantan en imitación. Posteriormente Bach transcribió este movimiento para órgano como uno de los Corales Schübler, BWV 648. El recitativo «Was Gott den Vätern alter Zeiten» (Lo que en otro tiempo a nuestros padres), en referencia a la promesa de Dios, da inicio al secco. Comenzando con las palabras añadidas «Sein Same mußte sich so sehr wie Sand am Meer und Stern am Firmament ausbreiten, der Heiland ward geboren» (Su descendencia se multiplicó como las arenas del mar y las estrellas en el firmamento, el Salvador nació), las cuerdas subrayan la importancia de la promesa mantenida. En el movimiento final los dos versos de la doxología se establecen sobre el tono salmódico a cuatro voces con todos los instrumentos tocando colla parte.

## Discografía selecta
De esta pieza se han realizado una serie de grabaciones entre las que destacan las siguientes.
- 1965 – J.S. Bach: Cantatas BWV 10, 47; Sanctus BWV 241. Paul Steinitz, London Bach Society, English Chamber Orchestra, Sally Le Sage, Shirley Minty, Nigel Rogers, Neil Howlett (Oryx)
- 1965 – Les Grandes Cantates de J.S. Bach Vol. 1. Fritz Werner, Heinrich-Schütz-Chor Heilbronn, Pforzheim Chamber Orchestra, Maria Friesenhausen, Emmy Lisken, Georg Jelden, Barry McDaniel (Erato)
- 1968 – J.S. Bach: Cantata BWV 10, Magnificat BWV 243. Karl Münchinger, Wiener Akademiechor, Stuttgarter Kammerorchester, Elly Ameling, Helen Watts, Werner Krenn, Marius Rintzler (Decca)
- 1971 – J.S. Bach: Das Kantatenwerk Vol. 1. Gustav Leonhardt, King's College Choir, Leonhardt-Consort, solista de Regensburger Domspatzen, Paul Esswood, Kurt Equiluz, Max van Egmond (Teldec)
- 1975 – Bach Cantatas Vol. 3. Karl Richter, Münchener Bach-Chor, Münchener Bach-Orchester. Edith Mathis, Anna Reynolds, Peter Schreier, Kurt Moll (Archiv Produktion)
- 1978 – Bach Made in Germany Vol. 4. Cantatas II. Hans-Joachim Rotzsch, Thomanerchor, Neues Bachisches Collegium Musicum, Mitsuko Shirai, Doris Soffel, Peter Schreier, Hermann Christian Polster (Eterna)
- 1979 – Die Bach Kantate Vol. 17. Helmuth Rilling, Gächinger Kantorei, Bach-Collegium Stuttgart, Arleen Augér, Margit Neubauer, Aldo Baldin, Wolfgang Schöne (Hänssler)
- 1991 – J.S. Bach: Cantata BWV 10. Magnificat BWV 243, Michael Gielen, Anton-Webern-Chor, SWR Sinfonieorchester Baden-Baden, Christiane Oelze, Cornelia Kallisch, Christoph Prégardien, Anton Scharingere (SWF)
- 1999 – J.S. Bach: Complete Cantatas Vol. 11. Ton Koopman, Amsterdam Baroque Orchestra & Choir, Sibylla Rubens, Annette Markert, Christoph Prégardien, Klaus Mertens (Antoine Marchand)
- 2000 – J.S. Bach: Magnificat BWV 243a. Cantata BWV 10. Roland Büchner, Regensburger Domspatzen, Música Florea, Susanne Rydén, Drew Minter, Markus Brutscher, Peter Harvey (Pure Classics)
- 2000 – Bach Edition Vol. 20. Cantatas Vol. 11. Pieter Jan Leusink, Holland Boys Choir, Netherlands Bach Collegium, Ruth Holton, Sytse Buwalda, Knut Schoch, Bas Ramselaar (Brilliant Classics)
- 2000 – Bach Cantatas Vol. 2. John Eliot Gardiner, Monteverdi Choir, English Baroque Soloists, Lisa Larsson, Daniel Taylor, James Gilchrist, Stephen Varcoe (Soli Deo Gloria)
- 2002 – J.S. Bach: Cantatas Vol. 23. Masaaki Suzuki, Bach Collegium Japan, Yukari Nonoshita, Matthew White, Makoto Sakurada, Peter Kooy (BIS)
- 2007 – J.S. Bach: Cantatas for the Complete Liturgical Year Vol. 7. Sigiswald Kuijken, La Petite Bande, Siri Thornhill, Petra Noskaiova, Marcus Ullmann, Jan van der Crabben (Accent)